# Sopor Aeternus and the Ensemble of Shadows
Sopor Aeternus & The Ensemble of Shadows es un proyecto musical de género darkwave, fundado y liderado por un/una artista multidisciplinario y andrógino, del cual se desconoce cualquier dato biográfico hasta la fecha, relacionado con la subcultura gótica. El nombre de su personaje "Varney" se cree está inspirado en la novela de vampiros Varney the Vampire or the Feast of Blood ("Varney el vampiro o el festín de sangre"), de 1847, por la canción titulada "The Feast of Blood", que aparece en su primer demo titulado "Es reiten die Toten so schnell" de 1988 y posteriormente relanzado en el 2003.

## Anna-Varney Cantodea
Anna-Varney Cantodea (personaje creado como rostro y voz de Sopor Aeternus & The Ensemble of Shadows) nació el 8 de Febrero de 1952. Debido al trato sumamente hostil que ha recibido del mundo, se ha ido tornando oscuro por dentro y por fuera convirtiéndose en un ser de filosofía nihilista que, sin embargo, aún anhela el amor y la cercanía de ciertas personas. Anna-Varney es psicológica y emocionalmente sensible a la frialdad que supone la realidad y se protege de la misma absteniéndose de cualquier contacto social directo, conviviendo todos los días con seres sobrenaturales que la inspiran a componer música y a escribir su oscura y desgarradora poesía.

## La Mente Maestra
El/la desconocido/desconocida creador/creadora de este proyecto artístico se caracteriza de Anna Varney Cantodea para "personificar" traumas psicológicos, depresión, soledad que "supuestamente" ha experimentado durante su vida, mientras sus composiciones musicales las utiliza como una vía catársis. Hasta la fecha no se ha publicado ningún dato biográfico verídico del/de la Artista intérprete de Anna Varney Cantodea, quien también se cree que preside a Sopor Aeternus & The Ensemble of Shadows. Las imágenes que existen de el están minuciosamente editadas y suele aparecer siempre caracterizando a su personaje. La información que hasta el momento hay sobre esta persona no es confiable ni verídica y está rodeada de fantasía por parte de sus fans. El/la artista no ha querido revelar su verdadera identidad y no se sabe si algún día lo llegue a hacer. Nunca ha dado entrevistas en persona, sólo ha concedido muy pocas por escrito o por audio, probablemente hablando desde su personaje y no desde su persona real. Tampoco organiza conciertos y socializa muy poco con sus fans a través de sus redes sociales oficiales.
En entrevistas ha dicho que compone su música en torno a sí mismo/misma y para sí mismo/misma. En ellas ha mencionado que durante toda su vida ha sufrido de severas depresiones, pero que con el paso de los años ha aprendido a lidiar con ello. Una válvula de escape para su dolor emocional es a través la música que compone, además de "ponerle un rostro y una voz" a ese dolor a través de su frágil y siniestro personaje de nombre Anna Varney Cantodea. Sus letras existencialistas e irónicas hablan de experiencias negativas de la vida e interpretaciones personales sobre temas como la pulsión muerte, la soledad y la depresión. Ha dado a entender por medio de sus canciones e información concedida en entrevistas que sufre de una disforia de género y que descarta tomar hormonas y someter su cuerpo a cualquier operación quirúrgica para cambio de sexo debido a antecedentes de salud familiares. No se sabe a ciencia cierta si esta disforia es propia del/la creador/creadora o sólo un atributo del personaje. Ni siquiera se puede saber si el emisor/la emisora de los mensajes que concede en las entrevistas es el/la propio creador/creadora o si habla sólo desde su personaje.
Este/esta creador/creadora ha dado a entender que "the Ensemble of Shadows" ("Conjunto de las Sombras"); simbólicamente se trata de presencias sobrenaturales que le inspiran para crear música emotiva y lúgubre. Su estilo ha ido variando con el tiempo y ha logrado una evolución notoria en cuanto a la calidad de sus composiciones. Emplea instrumentos tradicionales y electrónicos como sintetizadores o cajas de ritmos. Entre los tradicionales hay instrumentos de viento (en especial flautas), guitarras, bajos, cuartetos de cuerda, y la siempre presente campana.

## Carrera musical
Sus orígenes se remontan al encuentro de dos músicos aficionados, conocidos como Varney y Holger, en el club gótico llamado Negativ (hoy desaparecido) en Frankfurt, Alemania, entre los años 1987 a 1989. Sin dinero para comprar instrumentos, componen su música solo de cabeza. Sin embargo, a comienzos de los noventa, lanzaron una tríada de casetes demo, líricamente intensos pero técnicamente defectuosos (Es Reiten Die Toten so Schnell, Rufus, y Till Time and Times Are Done). 
Después de aquello, Holger dejó la banda y el recién formado sello Apocalyptic Visions se interesó por la música de Varney. En 1994, debuta con el CD de extenso título Ich Tote Mich Jedesmal Aufs Neue, Doch Bin Ich Unsterblich Und Erstehe Wieder Auf In Einer Vision des Untergangs, o más corto Ich Tote Mich..., en edición limitada. Canciones como "Tanz der Grausamkeit" y "Do You Know My Name" se convirtieron en éxitos de culto, y hubo que reeditar el álbum.
Varney es el/la único/única artista  de Sopor Aeternus, pero también acredita a los Ensemble of Shadows (grupo de sombras) como inspiradores en la composición de su música. Aún con depresión compuso música, como se aprecia en las demos, cuando pasó por una grave enfermedad y corrió riesgo de perder la visión. Describe sus trabajos sucesivos como "exhibicionismo introvertido".  
El segundo álbum de Varney, Todeswunsch Sous le Soleil de Saturne, de 1995, aunque musicalmente más suave y menos depresivo, tenía letras tan dolorosamente evocadoras que dijo que lloraba (gemía) mientras grababa algunas de las canciones. Los fantasmas del Ensemble of Shadows disuadieron a Varney de suicidarse. En 1997, modificó su nombre a Anna-Varney, cuando ya iba manifestándose su personalidad andrógina. En las entrevistas contaba que su álbum Inexperienced Spiral Traveler, de 1997, fue su "peor" lanzamiento, a pesar del éxito de ventas. En 1998 siguió Voyager the Jugglers of Jusa. Sin embargo, tal vez la canción más extraña es una versión del "Das Modell" de Kraftwerk, que traduce al latín e interpreta con un clavicordio barroco.
1999 trajo el lanzamiento de Dead Lover's Sarabande (Face One). Está lleno de lamentos, manifestación del dolor por la pérdida de Rozz Williams, suicidado, y exmiembro de la banda Christian Death. Anna-Varney y él habían desarrollado una amistad epistolar y pensaban en una colaboración que tristemente nunca llegó. Como es característico de su enfoque deliberadamente misterioso, no explica las letras de esta producción lenta, triste y oscura. Luego, en marzo de 2000, llegó Dead Lover's Sarabande (Face Two), aún más siniestro, que nos transporta al inframundo de Anna-Varney.
Los siguientes discos, hasta 2015, se caracterizan por el dramatismo de muchas composiciones, por la poesía y la belleza de otras y por las grandes composiciones corales. Sopor Aeternus alcanza el culmen con los álbum Les Fleurs Du Mal (2007) y Sanatorium Altrosa (Musical Therapy For Spiritual Dysfunction), de 2008.

## Discografía

### Demos
Los tres demos son a menudo referidos como "Blut der schwarzen Rose" o "The Undead-Trilogy". Solo el primero ha sido lanzado.
- Es reiten die Toten so schnell… (1989)
- Rufus (1992)
- Till Time and Times Are Done (1992)

### Álbumes de estudio
- "…Ich töte mich jedesmal aufs Neue, doch ich bin unsterblich, und ich erstehe wieder auf; in einer Vision des Untergangs…" (1994)
- "Todeswunsch - Sous le soleil de Saturne" (1995)
- The inexperienced Spiral Traveller (aus dem Schoß der Hölle ward geboren die Totensonne) (1997)
- "Dead Lovers' Sarabande" (Face One) (1999)
- "Dead Lovers' Sarabande" (Face Two) (1999)
- "Songs from the inverted Womb" (2000)
- "Es reiten die Toten so schnell" (or: the Vampyre sucking at his own Vein) (2003)
- "La Chambre D'Echo" - Where the death birds sing (2004)
- Les Fleurs du Mal - Die Blumen des Bösen (2007)
- Sanatorium Altrosa (2008)
- Have you seen this Ghost? (A Triptychon of Ghosts or El Sexorcismo de Anna Varney Cantodea) (2011)
- Poetica - All Beauty Sleeps (2013)
- Mitternacht (2014)
- The Spiral Sacrifice (2018)

- Death & Flamingos (2019)
- Island of the  Dead (2020)

### EP y álbumes de remixes
- Ehjeh Ascher Ehjeh (1995)
- "Voyager - The Jugglers of Jusa" (1997)
- "Flowers in Formaldehyde" (2004)
- "Sanatorium Altrosa (Musical Therapy for spiritual Dysfunction) (2008)"
- "A Strange Thing 2 Say (A Triptychon of Ghosts or El Sexorcismo de Anna Varney Cantodea )" (2010)
- "Children of the Corn (A Triptychon of Ghosts or El Sexorcismo de Anna Varney Cantodea )" (2011)

### Singles (sencillos)
- "The Goat" / "The Bells have stopped ringing" (2005)
- "In der Palästra"(2007)
- "Imhotep" (2011)

### Otros lanzamientos
- Jekura - Deep the Eternal Forest (1995) – Una compilación que incluye cuatro canciones de Sopor Aeternus[2]
- Nenia C'alladhan (2002) – Un proyecto en colaboración con Constance Fröhling
- Like a Corpse standing in Desperation (2005) –